# Coandă-1910

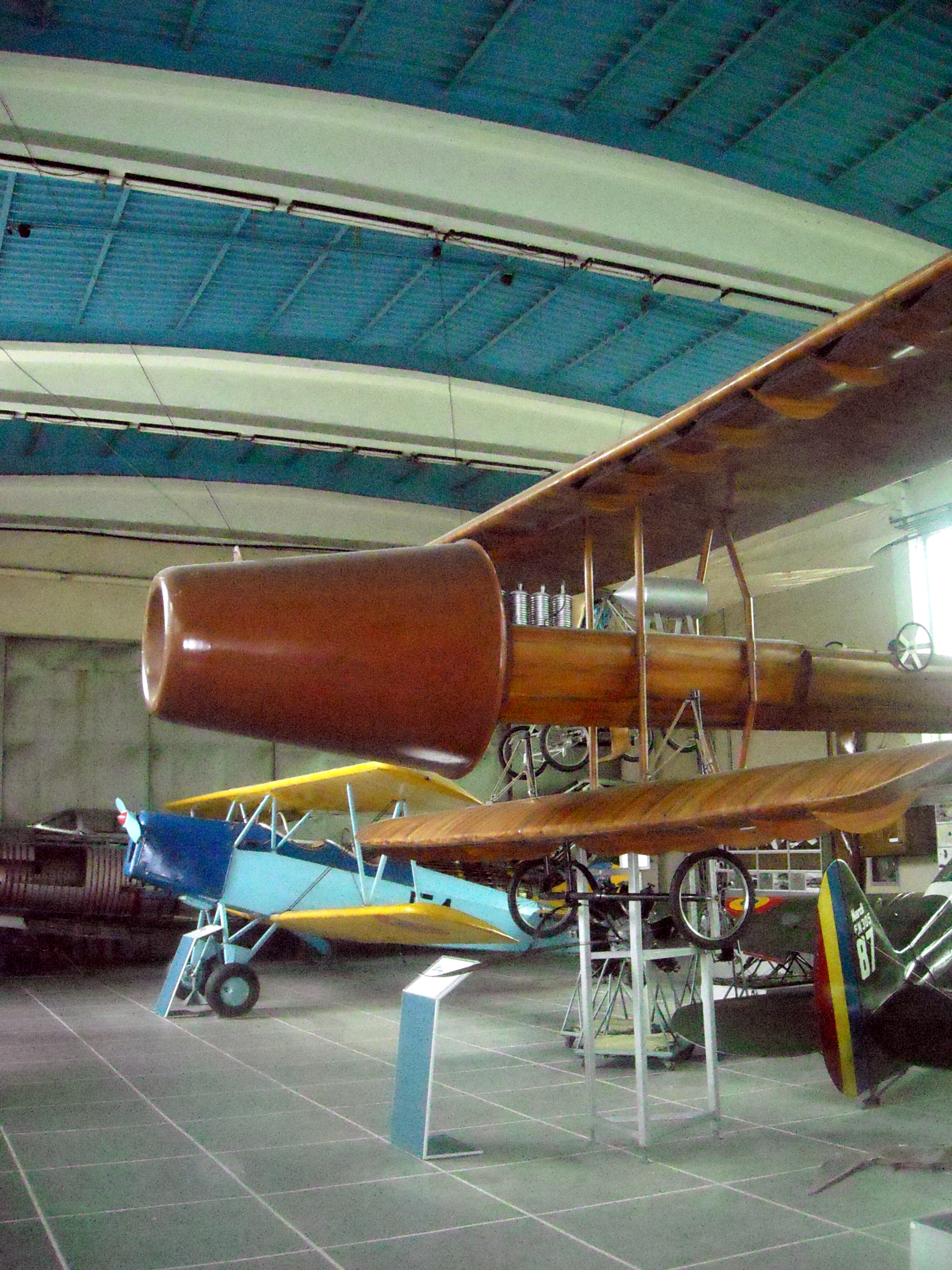
Повноформатна копія літака Coandă 1910 у Національному військовому музеї (Muzeul Militar Naţional) в Бухаресті

Coandă 1910 — перший у світі літак на реактивній тязі.
Його створив у 1910 році румунський авіаконструктор Анрі Коанда (англ. Henri Coanda, Генрі Коанда, Анрі Коанде) в майстерні Джованні Капроні.

## Історія створення та випробування
Літак Коанди був як на той час дуже передовим у технічному плані і багато технічних рішень, що були використані в його конструкції, застосовувались вперше. Крила літака були побудовані зі сталевих труб, тоді як у раніше створених літаках використовували виключно деревину. Крила були оснащені оригінальними закрилками і мали закруглені кінці для зменшення ризику звалювання через зрив потоку з крила. Верхнє крило було набагато ширшим і довшим за нижнє, і було висунене вперед відносно нижнього крила, тим самим знижуючи опір і покращуючи пілотажні властивості літака. Таке розташування крил, пізніше назване sesquiplane (півтораплан як різновид конструкції біплана), знову «винайшли» через декілька років і застосовували його в багатьох конструкціях літаків Першої світової війни а потім аж до 30-х років XX століття.
Особливість конструкції реактивного двигуна Coandă 1910: турбінний компресор з приводом від 4-циліндрового 50-сильного бензинового двигуна Clerget, нагнітав повітря у дві камери згоряння, що розташовувались по боках фюзеляжу, у яких повітря змішувалось з паливом, де відбувалось згоряння. Продукти згоряння, виходячи з камер, утворювали реактивну тягу 2,2 кН (для порівняння, створений через 30 років Heinkel He 178 мав двигун з тягою близько 4,4 кН). Коанда запатентував цю технологію у Франції в 1910 році і у Великій Британії та Швейцарії у 1911 році.
Апарат здійснив свій перший і останній політ 16 грудня 1910 року на летовищі в Іссі-ле-Муліно, при величезному скупченні публіки (раніше того ж року Коанда продемонстрував свій винахід на Паризькому авіасалоні). За штурвалом перебував сам конструктор. Він не планував здійснювати політ, лише хотів випробувати роботу двигуна але через кілька хвилин руху по колу на землі конструктор забагато відкрив подачу повітря у двигун і літак несподівано піднявся у повітря. Для захисту хвоста від вихлопу двигуна Коанда застосував заокруглені дефлектори. У польоті дефлектори відхилили полум'я з двигуна на хвіст літака. Хвостове оперення загорілось і літак, що втратив керування через декілька секунд після злету, врізався у землю. На щастя для пілота, він не був прив'язаний ременями безпеки, і в момент удару об землю був викинутий з кабіни.
Припускають, що Коанда тоді вперше звернув увагу на явище, назване у подальшому «ефектом Коанда». Сучасне використання в авіації цього ефекту можна спостерігати в таких літаках як Ан-72, експериментальних конструкціях літаків Boeing YC-14, McDonnell Douglas YC-15 тощо та в системах NOTAR для компенсації реактивного моменту від несного гвинта та керування гелікоптером.
Дослідну конструкцію Coandă-1910 вважають одним з попередників реактивної авіації. Подальшого розвитку проект набув тільки через майже 30 років у Німеччині, при розробці реактивного літака Heinkel He 178.

## Технічні характеристики
За даними з проспекту-брошури Коанди літак мав наступні параметри:
- Довжина: 12,5 м (41 футів)
- Розмах крил: 10,3 м (33 фути 10 дюймів)
- Площа крил: 32 м² (350 кв.футів)
- Повна маса: 420 кг
- Привод: 1 × 4-циліндровий, рядний, з водяним охолодженням, потужністю 37 кВт (50 к.с.) при 1000 об/хв, що приводив у дію турбокомпресор з тягою 0,18 кН.